# Gislev Kirke
Gislev Kirke er kirken i Gislev Sogn i Faaborg-Midtfyn Kommune.

## Eksterne kilder og henvisninger
- Wikimedia Commons har flere filer relateret til Gislev Kirke
- Gislev Kirke Arkiveret 31. januar 2011 hos  Wayback Machine hos nordenskirker.dk
- Gislev Kirke hos denstoredanske.dk
- Gislev Kirke hos KortTilKirken.dk